# Агамірзян Рубен Сергійович
Рубе́н Сергі́йович Агамірзя́н (* 1922, Тбілісі — † 1991, Ленінград) — російський режисер. Народний артист СРСР (1983). Професор (1975).

## Біографічні відомості
В театрі від 1946 року.
У 1961—1966 роках працював в Ленінградському Великому драматичному театрі.
Від 1966 року був головним режисером Ленінградського драматичного театру імені Коміссаржевської.
У 1953—1985 роках викладав в Ленінградському державному інституті театру, музики та кінематографії (нині Академія театрального мистецтва). Серед учнів — Анатолій Петров.
Лауреат Державної премії СРСР (1984).
Серед найкращих постановок: «Насмішливе моє щастя» Л. А. Малюгіна, «Забути Герострата» Горіна, «Цар Федір Іоанович» та багато інших